# Circondario di Pieve di Cadore
Il circondario di Pieve di Cadore era uno dei circondari in cui era suddivisa la provincia di Belluno.

## Storia
Il circondario di Pieve di Cadore venne istituito nel 1912, succedendo all'omonimo distretto.

## Suddivisione
Alla sua istituzione il circondario comprendeva i comuni di Pieve di Cadore, Auronzo, Borca, Calalzo, Cibiana, Comelico Superiore, Danta, Domegge, Lorenzago, Lozzo, Ospitale, Perarolo, San Nicolò in Comelico, San Pietro Cadore, Santo Stefano di Cadore, San Vito di Cadore, Sappada, Selva Bellunese, Valle di Cadore, Vigo, Vodo e Zoppè.